# Independent Spirit Award per il miglior film d'esordio
L'Independent Spirit Award per il miglior film d'esordio (Independent Spirit Award for Best First Feature) è un premio cinematografico statunitense assegnato annualmente dal 1987.

## Vincitori e candidati
I vincitori sono indicati in grassetto, a seguire gli altri candidati.

### Anni 1980
- 1987: Lola Darling (She's Gotta Have It), regia di Spike Lee
  - Belizaire the Cajun, regia di Glen Pitre
  - A Great Wall, regia di Peter Wang
  - Colpo vincente (Hoosiers), regia di David Anspaugh
  - True Stories, regia di David Byrne
- 1988: Dirty Dancing - Balli proibiti (Dirty Dancing), regia di Emile Ardolino
  - Anna, regia di Yurek Bogayevicz
  - Hollywood Shuffle, regia di Robert Townsend
  - Siesta, regia di Mary Lambert
  - Waiting for the Moon, regia di Jill Godmilow
- 1989: Mystic Pizza, regia di Donald Petrie
  - Border Radio, regia di Allison Anders, Dean Lent e Kurt Voß
  - The Chocolate War, regia di Keith Gordon
  - Il principe di Pennsylvania (The Prince of Pennsylvania), regia di Ron Nyswaner
  - The Wash, regia di Michael Toshiyuki Uno

### Anni 1990
- 1990: Schegge di follia (Heathers), regia di Michael Lehmann
  - 84C MoPic, regia di Patrick Sheane Duncan
  - Oltre la riserva (Powwow Highway), regia di Jonathan Wacks
  - I marciapiedi di New York (Sidewalk Stories), regia di Charles Lane
  - Talking to Strangers, regia di Rob Tregenza
- 1991: Metropolitan, regia di Whit Stillman
  - House Party, regia di Reginald Hudlin
  - Lightning Over Braddock: A Rustbowl Fantasy, regia di Tony Buba
  - The Natural History of Parking Lots, regia di Everett Lewis
  - Twister, regia di Michael Almereyda
- 1992: Straight Out of Brooklyn, regia di Matty Rich
  - Chameleon Street, regia di Wendell B. Harris Jr.
  - Poison, regia di Todd Haynes
  - Sacrificio fatale (The Rapture), regia di Michael Tolkin
  - Slacker, regia di Richard Linklater
- 1993: Vita di cristallo (The Waterdance), regia di Neal Jimenez e Michael Steinberg
  - Laws of Gravity - Leggi di gravità (Laws of Gravity), regia di Nick Gomez
  - Un uomo, una donna, una pistola (My New Gun), regia di Stacy Cochran
  - Le iene (Reservoir Dogs), regia di Quentin Tarantino
  - Swoon, regia di Tom Kalin
- 1994: El Mariachi, regia di Robert Rodriguez
  - American Heart, regia di Martin Bell
  - Combination Platter, regia di Tony Chan
  - Mac, regia di John Turturro
  - Nella giungla di cemento (Menace II Society), regia di Albert Hughes e Allen Hughes
- 1995: Spanking the Monkey, regia di David O. Russell
  - Clean, Shaven, regia di Lodge Kerrigan
  - Clerks - Commessi (Clerks.), regia di Kevin Smith
  - Così mi piace (I Like It Like That), regia di Darnell Martin
  - Suture, regia di David Siegel e Scott McGehee
- 1996: I fratelli McMullen (The Brothers McMullen), regia di Edward Burns
  - Kids, regia di Larry Clark
  - Little Odessa, regia di James Gray
  - Il prezzo della vita (Picture Bride), regia di Kayo Hatta
  - River of Grass, regia di Kelly Reichardt
- 1997: Lama tagliente (Sling Blade), regia di Billy Bob Thornton
  - Big Night, regia di Campbell Scott e Stanley Tucci
  - Ho sparato a Andy Warhol (I Shot Andy Warhol), regia di Mary Harron
  - Manny & Lo, regia di Lisa Krueger
  - Mosche da bar (Trees Lounge), regia di Steve Buscemi
- 1998: La baia di Eva (Eve's Bayou), regia di Kasi Lemmons
  - The Bible and Gun Club, regia di Daniel J. Harris
  - Nella società degli uomini (In the Company of Men), regia di Neil LaBute
  - Star Maps, regia di Miguel Arteta
  - Sydney, regia di Paul Thomas Anderson
- 1999: The Opposite of Sex - L'esatto contrario del sesso (The Opposite of Sex), regia di Don Roos
  - Buffalo '66, regia di Vincent Gallo
  - High Art, regia di Lisa Cholodenko
  - π - Il teorema del delirio (π), regia di Darren Aronofsky
  - L'altra faccia di Beverly Hills (Slums of Beverly Hills), regia di Tamara Jenkins

### Anni 2000
- 2000
  - sopra i 500000 $: Essere John Malkovich (Being John Malkovich), regia di Spike Jonze
    - Boys Don't Cry, regia di Kimberly Peirce
    - Tre stagioni (Three Seasons), regia di Tony Bui
    - Tian yu, regia di Joan Chen
    - Twin Falls Idaho, regia di Michael Polish

  - sotto i 500000 $: The Blair Witch Project - Il mistero della strega di Blair (The Blair Witch Project), regia di Daniel Myrick ed Eduardo Sánchez
    - La ciudad, regia di David Riker
    - Compensation, regia di Zeinabu irene Davis
    - Judy Berlin, regia di Eric Mendelsohn
    - Treasure Island, regia di Scott King
- 2001: Conta su di me (You Can Count on Me), regia di Kenneth Lonergan
  - 1 km da Wall Street (Boiler Room), regia di Ben Younger
  - Girlfight, regia di Karyn Kusama
  - Love & Basketball, regia di Gina Prince-Bythewood
  - The Visit, regia di Jordan Walker-Pearlman
- 2002: In the Bedroom, regia di Todd Field
  - Anniversary Party (The Anniversary Party), regia di Jennifer Jason Leigh e Alan Cumming
  - The Believer, regia di Henry Bean
  - Donnie Darko, regia di Richard Kelly
  - Ghost World, regia di Terry Zwigoff
- 2003: The Dangerous Lives of Altar Boys, regia di Peter Care
  - Interview with the Assassin, regia di Neil Burger
  - Manito, regia di Eric Eason
  - Paid in Full, regia di Charles Stone III
  - Roger Dodger, regia di Dylan Kidd
- 2004: Monster, regia di Patty Jenkins
  - Bomb the System, regia di Adam Bhala Lough
  - La casa di sabbia e nebbia (House of Sand and Fog), regia di Vadim Perelman
  - Streets of Legend, regia di Joey Curtis
  - Thirteen - 13 anni (Thirteen), regia di Catherine Hardwicke
- 2005: La mia vita a Garden State (Garden State), regia di Zach Braff
  - Brother to Brother, regia di Rodney Evans
  - Napoleon Dynamite, regia di Jared Hess
  - Saints and Soldiers, regia di Ryan Little
  - The Woodsman - Il segreto (The Woodsman), regia di Nicole Kassell
- 2006: Crash - Contatto fisico (Crash), regia di Paul Haggis
  - Lackawanna Blues, regia di George C. Wolfe
  - Me and You and Everyone We Know, regia di Miranda July
  - Thumbsucker - Il succhiapollice (Thumbsucker), regia di Mike Mills
  - Transamerica, regia di Duncan Tucker
- 2007: Sweet Land, regia di Ali Selim
  - Day Night Day Night, regia di Julia Loktev
  - Man Push Cart, regia di Ramin Bahrani
  - The Motel, regia di Michael Kang
  - Wristcutters - Una storia d'amore (Wristcutters: A Love Story), regia di Goran Dukic
- 2008: Sguardo nel vuoto (The Lookout), regia di Scott Frank
  - 2 giorni a Parigi (2 Days in Paris), regia di Julie Delpy
  - Great World of Sound, regia di Craig Zobel
  - Rocket Science, regia di Jeffrey Blitz
  - Vanaja, regia di Rajnesh Domalpalli
- 2009: Synecdoche, New York, regia di Charlie Kaufman
  - Afterschool, regia di Antonio Campos
  - Medicine for Melancholy, regia di Barry Jenkins
  - Sangre de mi sangre, regia di Christopher Zalla
  - Sleep Dealer, regia di Alex Rivera

### Anni 2010
- 2010: Crazy Heart, regia di Scott Cooper
  - A Single Man, regia di Tom Ford
  - Easier with Practice, regia di Kyle Patrick Alvarez
  - Paranormal Activity, regia di Oren Peli
  - Oltre le regole - The Messenger (The Messenger), regia di Oren Moverman
- 2011: Get Low, regia di Aaron Schneider
  - Everything Strange and New, regia di Frazer Bradshaw
  - Night Catches Us, regia di Tanya Hamilton
  - L'ultimo esorcismo (The Last Exorcism), regia di Daniel Stamm
  - Tiny Furniture, regia di Lena Dunham
- 2012: Margin Call, regia di J.C. Chandor
  - Another Earth, regia di Mike Cahill
  - La fuga di Martha (Martha Marcy May Marlene), regia di Sean Durkin
  - In the Family, regia di Patrick Wang
  - Natural Selection, regia di Robbie Pickering
- 2013: Noi siamo infinito (The Perks of Being a Wallflower), regia di Stephen Chbosky
  - La sposa promessa (Lemale et ha'halal), regia di Rama Burshtein
  - Safety Not Guaranteed, regia di Colin Trevorrow
  - Sound of My Voice, regia di Zal Batmanglij
- 2014: Prossima fermata Fruitvale Station (Fruitvale Station), regia di Ryan Coogler
  - Blue Caprice, regia di Alexandre Moors
  - Concussion, regia di Stacie Passon
  - Una Noche, regia di Lucy Mulloy
  - La bicicletta verde (Wadjda), regia di Haifaa Al-Mansour
- 2015: Lo sciacallo - Nightcrawler (Nightcrawler), regia di Dan Gilroy
  - A Girl Walks Home Alone at Night, regia di Ana Lily Amirpour
  - Dear White People, regia di Justin Simien
  - Il bambino che è in me - Obvious Child (Obvious Child), regia di Gillian Robespierre
  - She's Lost Control, regia di Anja Marquardt
- 2016: Diario di una teenager (The Diary of a Teenage Girl), regia di Marielle Heller
  - James White, regia di Josh Mond
  - Manos Sucias, regia di Josef Kubota Wladyka
  - Mediterranea, regia di Jonas Carpignano
  - Songs My Brothers Taught Me, regia di Chloé Zhao
- 2017: The Witch, regia di Robert Eggers
  - The Childhood of a Leader - L'infanzia di un capo (The Childhood of a Leader), regia di Brady Corbet
  - The Fits, regia di Anna Rose Holmer
  - Other People, regia di Chris Kelly
  - Swiss Army Man - Un amico multiuso (Swiss Army Man), regia di Dan Kwan e Daniel Scheinert
- 2018: Ingrid Goes West, regia di Matt Spicer
  - Columbus, regia di Kogonada
  - Menashe, regia di Joshua Z. Weinstein
  - Oh Lucy!, regia di Atsuko Hirayanagi
  - Patti Cake$, regia di Geremy Jasper
- 2019: Sorry to Bother You, regia di Boots Riley
  - Hereditary - Le radici del male (Hereditary), regia di Ari Aster
  - The Tale, regia di Jennifer Fox
  - Quando eravamo fratelli (We the Animals), regia di Jeremiah Zagar
  - Wildlife, regia di Paul Dano

### Anni 2020
- 2020: La rivincita delle sfigate (Booksmart), regia di Olivia Wilde
  - The Climb, regia di Michael Angelo Covino
  - Diane, regia di Kent Jones
  - The Last Black Man in San Francisco, regia di Joe Talbot
  - The Mustang, regia di Laure de Clermont-Tonnerre
  - See You Yesterday, regia di Stefon Bristol
- 2021[2]: Sound of Metal, regia di Darius Marder
  - The 40-Year-Old Version, regia di Radha Blank
  - I Carry You with Me, regia di Heidi Ewing
  - Miss Juneteenth, regia di Channing Godfrey Peoples
  - Nine Days, regia di Edson Oda
- 2022: 7 Days, regia di Roshan Sethi
  - Holler, regia di Nicole Riegel
  - Queen of Glory, regia di Nana Mensah
  - Test Pattern, regia di Shatara Michelle Ford
  - Wild Indian, regia di Lyle Mitchell Corbine, Jr.